# Trofeo Matteotti 1953
Il Trofeo Matteotti 1953, ottava edizione della corsa, si svolse il 25 aprile 1953. La vittoria fu appannaggio dell'italiano Giuseppe Doni, che precedette i connazionali Danilo Barozzi e Livio Isotti.

## Ordine d'arrivo (Top 10)
| Pos. | Corridore        | Squadra    | Tempo   |
| ---- | ---------------- | ---------- | ------- |
| 1    | Giuseppe Doni    | Torpado    |         |
| 2    | Danilo Barozzi   | Atala      | s.t.    |
| 3    | Livio Isotti     | Ganna      | s.t.    |
| 4    | Agostino Coletto | Fréjus     | s.t.    |
| 5    | Primo Volpi      | Arbos      | s.t.    |
| 6    | Aldo Zuliani     | Bottecchia | s.t.    |
| 7    | Gianni Ghidini   |            | a 2'10" |
| 8    | Gino Guerrini    | Lygie      | s.t.    |
| 9    | Pietro Babini    | Lygie      | s.t.    |
| 10   | Mario Ciabatti   | Fréjus     | s.t.    |